# Teenage Mutant Leela’s Hurdles
Teenage Mutant Leela’s Hurdles (рус.  «Проблемы юной мутантки Лилы») — седьмой эпизод пятого сезона мультсериала «Футурама». Североамериканская премьера этого эпизода состоялась 30 марта 2003 года.

## Содержание
Профессор Фарнсворт ловит горгулью, сбежавшую из лаборатории. При этом он постоянно забывает, что делает. Команда «Межпланетного экспресса» решает, что он слишком стар. Они отводят его в спа-салон «The Bubbling Geezer Spa», где его персональным омолодителем назначается нептунианка по имени Версек. Профессору назначают ванну с омолодительной смолой. В результате переусердствования Бендера с насосом этой смолой оказываются облиты все члены команды. Поэтому профессор омолаживается со 161 года до 53, остальные становятся подростками (например, Фраю — 14 лет), а Зойдберг превращается обратно в личинку.
Пока профессор решает вопрос о возвращении своего экипажа в нормальный возраст, те решают свои «детские» проблемы: Лила отправляется жить к своим родителям в канализацию, чтобы пережить детство, которого у неё не было, а Эми забирают её родители, которые настроены не очень позитивно (хотя им давно хотелось иметь внучку).
Тем временем Фарнсворт находит решение проблемы: генетически модифицированные бактерии, призванные выесть смолу, прилепившуюся к ДНК (у Бендера — к РНК (роботонуклеиновой кислоте)). Лила отказывается от лечения — она хочет продолжать жить маленькой с родителями. И вообще, эксперимент терпит крах: смола уничтожена, но хронотоны теперь омолаживают экипаж ежеминутно. Итак, профессору — 37 лет, а Эми — 8 лет. Им грозит смерть от излишней молодости.
Пока профессор судорожно ищет выход из обострившейся ситуации, Лила, дополнительное омоложение которой не коснулось, так как она не участвовала в эксперименте, нянчится с четырёх-, пятилетними детьми, в которых превратились остальные члены её экипажа. Читая им сказки, она натыкается на упоминание о Фонтане Старости. Она делится своими соображениями с Фарнсвортом, который признаёт, что тот действительно может существовать.
Экипаж в полном составе вылетает в древнюю звёздную систему, где они и находят Фонтан. К этому времени все члены экипажа, кроме профессора, превратились в младенцев, а Бендер — в компакт-диск с чертежами робота-сгибальщика. Все входят в Фонтан, и старение идёт по плану, но профессор теряет опору, и его, вместе с держащимися за него «младенцами», водоворотом уносит к центру водоёма. Лила прыгает в Фонтан и руководит процессом старения каждого, кроме профессора, которого, на глазах стареющего, неумолимо тянет к центру водоворота.
Фарнсворта спасает та самая гаргулья, которая за спасение профессора заработала себе свободу и поселилась на соборе Нотр Дам де Пари в Париже.

## Персонажи
Список новых или периодически появляющихся персонажей сериала:
- Двайт Конрад
- ЛаБарбара Конрад
- Лео и Инез Вонг
- Туранга Моррис и Мунда
- Дуайн
- Эль Чупанибрэй
- Дебют: Пазузу
- Дебют: Версек
- Дебют: Мус и Мэнди
- Сэл

## Изобретения будущего
- Омолодительная смола — грязь природного происхождения, выводящая при наружном применении токсины из организма, способствуя тем самым его омоложению.
- Хронитоны — генетически модифицированные бактерии, поедающие омолодительную смолу.
- Роботонуклеиновая кислота

## Интересные факты